# Gameplay
Gameplay (с англ. — «игровой процесс») — украинский глянцевый ежемесячный журнал о видеоиграх, выпускавшийся украинским издательским домом ITC Publishing с августа-сентября 2005 года по июнь 2010 года. По состоянию на сентябрь 2009 года тираж составлял 20 000 экземпляров. В журнале использовались материалы британского журнала games™. Журнал содержал информацию о ещё не вышедших играх, новинках рынка и людях, разрабатывающих игровые продукты. 19 мая 2010 года главный редактор журнала, Анна Зинченко, сделала официальное заявила о закрытии журнала со страниц своего блога на сайте gameplay.itc.ua. Июньский выпуск, по её словам, стал последним.
Несмотря на закрытие журнала, его официальный сайт был активен до июля 2014 года, а бывшие авторы всё ещё публиковали в его блоге игровые новости и ссылки на рецензии на сайте itc.ua. 30 июня 2014 года сайт официально прекратил свою работу.

## Разделы
Рубрикация журнала Gameplay включала следующие основные разделы:
- Новости — новости об играх, находящихся в разработке, и событиях как мировой, так и украинской игровой индустрии.
- Превью — детальная информация, полученная непосредственно от разработчиков, о готовящихся к выпуску играх, появление которых ожидается в скором времени.
- Интервью и тема номера — известные представители индустрии рассказывали о том, как делаются игры и чего стоит ожидать в будущем. Также в этом разделе публиковались исторические и аналитические материалы.
- Рецензии — обзоры, написанные авторами журнала после детального ознакомления с полной версией игры.
- Интернет — модификации, свежие файлы, патчи, дополнения и др. Интересные веб-ресурсы об играх, а также флэш и браузерные игры.
- Разное — нерегулярные рубрики, включающие статьи о новых технологиях, специфических проблемах игровой индустрии, эссе и т. д. Названия рубрик рабочие, возможно их изменение в процессе подготовки первых номеров журнала.

### Комплект
Большая часть тиража комплектовалась DVD-диском с набором демоверсий, патчей, модов, дополнений, драйверов, видеороликов и полезных бесплатных программ.
С января 2009 года был проведён редизайн издания.

## Целевая аудитория
Gameplay был ориентирован на широкие массы, интересующиеся компьютерами и видеоиграми. Основную часть читателей журнала составляли:
- Энтузиасты (англ. hardcore gamers) — люди, увлекающиеся играми, имеющие дома мощные игровые системы (как ПК, так и консоли), регулярно читающие тематические новости и приобретающие не менее 5—6 игровых продуктов в месяц.
- Люди, играющие время от времени (англ. casual gamers), — те, для кого игры являются одним из хобби, кто покупает 2—3 продукта в месяц и желает точно знать, на что именно стоит тратить свои деньги.

Целевая аудитория журнала Gameplay характеризовалась следующими параметрами:
- пол — мужской (75—80% читателей);
- возраст — 14—30 лет;
- образование — высшее, неоконченное высшее, среднее, неоконченное среднее;
- финансовый статус — обеспеченные, среднего и выше среднего достатка;
- проживание — Киев и область (40—45%), крупные города Украины (35—40%);
- род занятий — учащиеся, студенты, служащие;
- мотивация для покупки/чтения журнала — постоянный интерес к новинкам (40—50%), желание приобрести игру в ближайшее время (50—60%).

## Редакция
- Главный редактор — Сергей Галёнкин (до 3 июня 2008), Анна Зинченко (после 3 июня 2008)
- Редакторы — Алина Жигунова, Ярослав Сингаевский и Александр Пушкарь
- Авторы — Дмитрий Веселов, Сергей Галёнкин, Александр Чепелев, Георгий Чекан, Владимир Куценко, Владимир Древаль, Олег Овсиенко, Богдан Афанасьев, Марат Баширов, Ростислав Панчук, Александр Птица и другие.